# YUKI concert tour “trance/forme” 2019 東京国際フォーラム ホールA
『YUKI concert tour“trance/forme”2019 東京国際フォーラム ホールA』は2020年3月4日にリリースされたYUKIのライブ・ビデオ。

## 概要
YUKIの9thアルバム『forme』のリリースを記念し、約4年ぶりに開催したホールツアー『YUKI concert tour“trance/forme”2019 』全24公演の中から、2019年6月16日東京国際フォーラム ホールA公演での模様を完全映像化。

## 収録曲
【LIVE】

Disc 1(DVD・BD)
1. 美しいわ
2. チャイム
3. ランデヴー
4. ただいま
5. 転校生になれたら
6. 惑星に乗れ
7. 口実にして
8. Sunday Girl
9. しのびこみたい
10. metamorphosis
11. トロイメライ
12. 歓びの種
13. プリズム
14. ひみつ
15. 百日紅
16. 24 hours
17. trance/for/me
18. 魔法はまだ
19. 風来坊
20. 鳴いてる怪獣
21. ワンダーライン
22. やたらとシンクロニシティ
23. JOY
24. はみだせ ラインダンスから
25. フラッグを立てろ

【EXTRA】
Disc 2(DVD・BD)
DOCUMENT of YUKI concert tour “trance/forme” 2019

PROJECTION

- metamorphosis

【DVD・BD 初回付属CD(ライブ音源)】
Disc 3(CD)
1. 美しいわ
2. チャイム
3. ランデヴー
4. ただいま
5. 転校生になれたら
6. 惑星に乗れ
7. 口実にして
8. Sunday Girl
9. しのびこみたい
10. トロイメライ
11. 歓びの種
12. プリズム
13. ひみつ

Disc 4(CD)
1. 百日紅
2. 24 hours
3. 魔法はまだ
4. 風来坊
5. 鳴いてる怪獣
6. ワンダーライン
7. やたらとシンクロニシティ
8. JOY
9. はみだせ ラインダンスから
10. フラッグを立てろ

## ツアー日程
- 03月09日（土）神奈川県　厚木市文化会館 大ホール
- 03月10日（日）神奈川県　厚木市文化会館 大ホール
- 03月19日（火）埼玉県　大宮ソニックシティ 大ホール
- 03月20日（水）埼玉県　大宮ソニックシティ 大ホール
- 03月28日（木）大阪府　フェスティバルホール
- 03月29日（金）大阪府　フェスティバルホール
- 04月06日（土）福岡県　福岡サンパレス ホテル＆ホール
- 04月07日（日）福岡県　福岡サンパレス ホテル＆ホール
- 04月20日（土）石川県　本多の森ホール
- 04月21日（日）石川県　本多の森ホール
- 04月28日（日）神奈川県　神奈川県民ホール
- 04月29日（月・祝）神奈川県　神奈川県民ホール
- 05月11日（土）宮城県　仙台サンプラザホール
- 05月12日（日）宮城県　仙台サンプラザホール
- 05月18日（土）広島県　広島文化学園HBGホール
- 05月19日（日）広島県　広島文化学園HBGホール
- 05月31日（金）兵庫県　神戸国際会館こくさいホール
- 06月01日（土）兵庫県　神戸国際会館こくさいホール
- 06月08日（土）北海道　札幌文化芸術劇場 hitaru
- 06月09日（日）北海道　札幌文化芸術劇場 hitaru
- 06月15日（土）東京都　東京国際フォーラム ホールA
- 06月16日（日）東京都　東京国際フォーラム ホールA
- 07月06日（土）愛知県　名古屋国際会議場 センチュリーホール
- 07月07日（日）愛知県　名古屋国際会議場 センチュリーホール